# (181518) Урсулаклегуин
(181518) Урсулаклегуин (англ. Ursulakleguin) — астероид внешней части главного пояса, открытый 17 октября 2006 года в рамках астрономического обзора, проводимого обсерваторией Маунт-Леммон, и получивший в 2018 году имя в честь умершей в этот год американской писательницы Урсулы Крёбер Ле Гуин. Информация об астероиде включена в Циркуляр малых планет от 26 октября 2018 года со следующим официальным комментарием:

Урсула Крёбер Ле Гуин (1929—2018) — американская писательница, создавшая много книг и рассказов для взрослых и детей и получившая множество литературных наград. Её слова будут помнить, миры — навещать, а персонажей — любить до тех пор, пока её тёзка обращается вокруг Солнца.

Орбита астероида Урсулаклегуин и его положение в Солнечной системе

Оригинальный текст (англ.)Ursula Kroeber Le Guin (1929—2018) was an American novelist and the author of many books and stories for adults and children. Recipient of numerous literary awards, Le Guin's words will be remembered, worlds will be visited, and characters beloved, for as long as her namesake orbits the Sun.